# 本覚院 (加藤清正側室)
本覚院（ほんがくいん、生年不詳 - 寛永3年4月9日（1626年5月4日））は、加藤清正の側室で、 清正の次男・忠正（幼名熊之助）の生母である。川尻殿。
出自は菊池氏とされるが確証はない。豊臣秀吉の九州征伐のあと、肥後の大名として入国した佐々成政に反抗して肥後国人一揆を戦った国人の一人、菊池武宗の女との説もあるが、不詳である。
嫡男とされた忠正は江戸幕府が開かれた後、慶長10年（1605年）に新設された加藤家江戸藩邸に将軍家への人質として入り、わずか2年後の慶長12年（1607年）に疱瘡のため9歳で夭折している。本覺院は肥後の軍港・物資流通の重要な港であった川尻町の藩主御茶屋に置かれていた（「加藤家侍帳」元和8年）ので川尻殿と称されていた。寛永3年（1626年）4月9日、熊本で死去した。熊本市横手の本覚寺に墓がある。法名は本覺院殿月心日圓大姉。